# 1213
- Wikisource

| Calendário gregoriano                                                        | 1213 MCCXIII                                         |
| Ab urbe condita                                                              | 1966                                                 |
| Calendário arménio                                                           | 662 – 663                                            |
| Calendário bahá'í                                                            | -631 – -630                                          |
| Calendário budista                                                           | 1757                                                 |
| Calendário chinês                                                            | 3909 – 3910 Início a 24 de janeiro (aproximadamente) |
| Calendário copta                                                             | 929 – 930                                            |
| Calendário etíope                                                            | 1205 – 1206                                          |
| Calendários hindus - Vikram Samvat - Calendário nacional indiano - Cáli Iuga | 1268 – 1269 1134 – 1135 4313 – 4314                  |
| Calendário Holoceno                                                          | 11213                                                |
| Calendário islâmico                                                          | 609 – 611                                            |
| Calendário judaico                                                           | 4973 – 4974                                          |
| Calendário persa                                                             | 591 – 592                                            |
| Calendário rúnico                                                            | 1463                                                 |
| Calendário solar tailandês                                                   | 1756                                                 |

1213 (MCCXIII, na numeração romana) foi um ano comum do século XIII do Calendário Juliano, da Era de Cristo, e a sua letra dominical foi F (52 semanas), teve início a uma terça-feira e terminou também a uma terça-feira.
No reino de Portugal estava em vigor a Era de César que já contava 1251 anos.
| Ano completo                       |
| ---------------------------------- |
| Ano comum com início à terça-feira |

## Eventos
- 19 de abril — Papa Inocêncio III convoca o Quarto Concílio de Latrão pela bula "Vineam Domini Sabaoth".

## Mortes
- Maomé Anácer, califa almóada.
- 12 de Setembro - Pedro II de Aragão, n. 1174, rei de Aragão.